# Boldizsár Batthyány
Boldizsár Ier Batthyány de Németújvár, né vers 1452 et mort en 1520, est un militaire et un haut fonctionnaire du royaume de Hongrie. Il fut notamment ban de Bosnie, vice-ban de Slavonie et vice-juge suprême du Royaume de Hongrie.

## Biographie
Il est le fils de András Batthyány (fl. 1438–1449), propriétaire terrien, et de Veronika Imreffy de Szerdahely (fl. 1458). Boldizsár reçoit en 1481 les armoiries de la famille et des domaines pour ses faits d'armes contre les Turcs de la part de Jean Hunyadi. 
Boldizsár est aulicus royal (« courtisan » ou « familiers de la cour ») (1475-1499) et bailli royal (várnagy) de la forteresse de Kőszeg (hu) (1483-1490). Ispán de Vas en 1489, il est en 1492 collecteur d'impôts (dicator) en Slavonie, puis le roi le nomme par deux fois ban de Bosnie (Jajce): à partir de 1493, avec Ferenc Beriszló, jusqu'en 1495, puis entre 1501 et 1502,.
Il est par la suite vice-ban de Slavonie de 1509 à 1517 (auprès des bans János II Ernuszt, Imre Perényi puis Péter Beriszló (hu)) puis vice-juge suprême du Royaume de Hongrie de 1518 à 1520 auprès de Lőrinc Újlaki.
Boldizsár Batthyány est adopté en 1481 par son beau-père László Hermanfi (fl. 1430–1490), dernier du nom. Batthyány épousa sa fille Ilona Hermanffy de Greben dont Zsófia Batthyány, épouse de Ferenc Both de Bajna (1492-1526), général et collecteur d'impôts de Slavonie, et Ferenc Batthyány.